# Avenida Nikis
La Avenida Nikis (en griego: Λεωφόρος Νίκης, Leofóros Níkis, literalmente «avenida de la Victoria») es la avenida que recorre el paseo marítimo del centro de Salónica, Grecia. Tiene tres carriles y discurre en dirección este desde la plaza Eleftherias, frente a la plaza de Aristóteles, hasta la Torre Blanca, donde se une a la avenida de Alejandro Magno.
La avenida Nikis es la calle más ajetreada, más famosa, más fotografiada y más pintada de Salónica y es la calle residencial más cara de la ciudad. Tiene también una gran importancia comercial, ya que alberga numerosas cafeterías, restaurantes y tiendas, y es frecuentada por miles de turistas y locales cada día.
Los consulados de Suiza, España, la República Checa, Chipre y las Filipinas se encuentran en la avenida.

## Historia
Desde finales del siglo xix hasta la actualidad la avenida ha recibido los siguientes nombres:
- Beyaz Kule Avenue durante el imperio otomano, hasta la liberación de la ciudad por el Ejército Griego en 1912.
- Avenida Vasileos Konstantinou hasta 1939.
- Avenida Nikis desde 1939 hasta la actualidad, en honor a la victoria en las Guerras de los Balcanes.

## Galería de imágenes

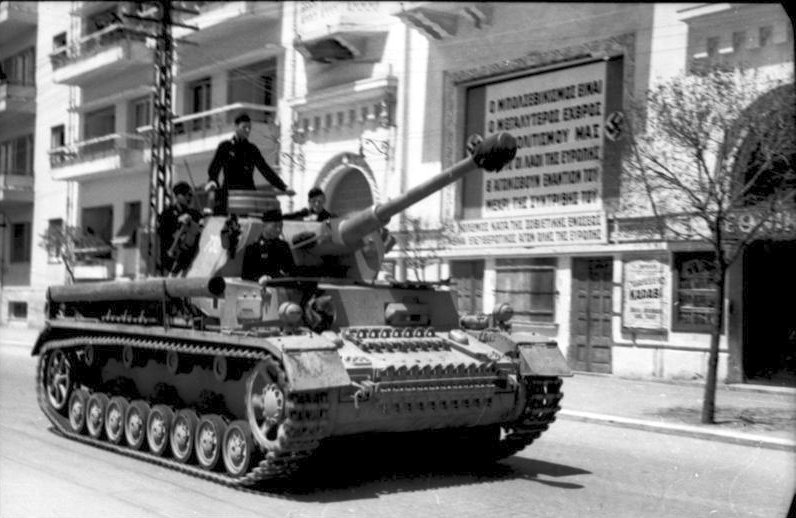
Un tanque alemán durante la Segunda Guerra Mundial.
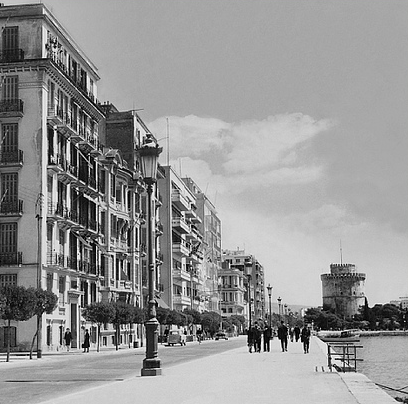
El paseo marítimo en 1960.
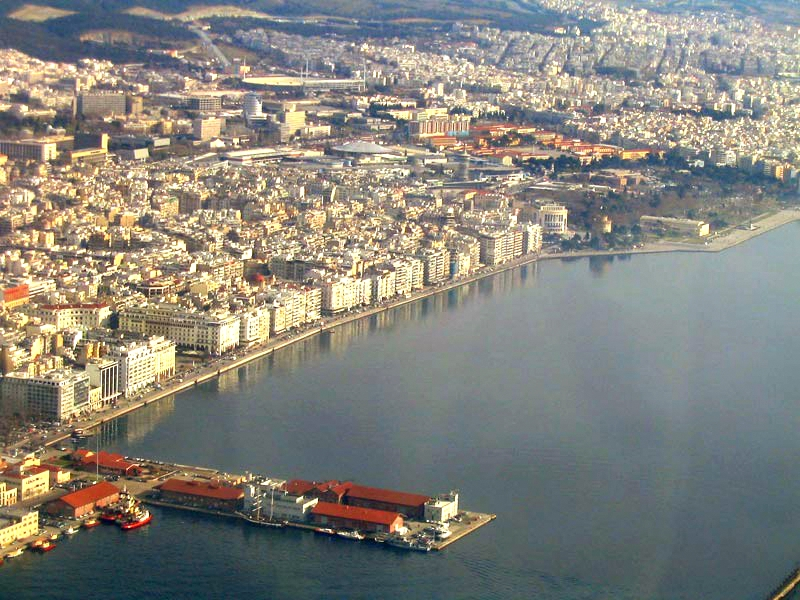
Vista aérea de la avenida Nikis. A la izquierda el puerto, a la derecha la Torre Blanca.
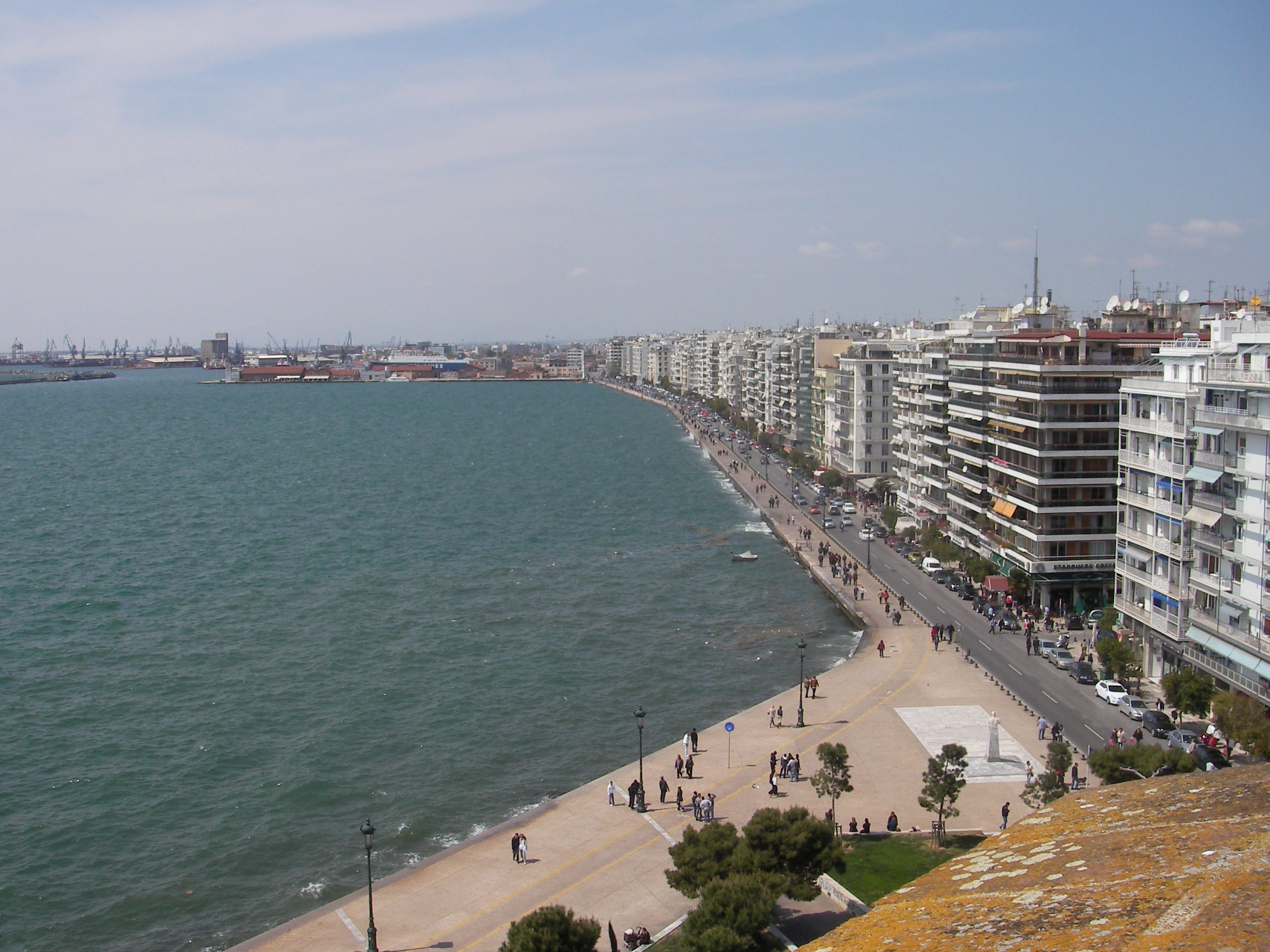
Vista de la avenida desde la Torre Blanca.